# Ambia phaeozonalis
Ambia phaeozonalis là một loài bướm đêm trong họ Crambidae.